# Der Untergang (Hohlbein)
Der Untergang (erschienen 2002) ist ein historisch-phantastischer Roman von Wolfgang Hohlbein und der vierte Band der Chronik der Unsterblichen. Die Geschichte um einen Vampyr auf der Suche nach dem Geheimnis seiner Herkunft spielt im Mitteldeutschland des 15. Jahrhunderts.

## Handlung
Ein Jahr nach ihrem verzweifelten Kampf gegen die Werwölfe von Trentklamm sind der Schwertmeister Andrej Delãny und sein nubischer Kampfgefährte Abu Dun noch immer auf der Suche nach der Puuri Dan, einer weisen Zigeunerin, die angeblich mehr über die Herkunft der blutsaugenden Unsterblichen wissen soll, wie Andrej einer ist. An einem Fluss irgendwo in Mitteldeutschland werden sie eines Tages von vier unheimlichen Kindern angegriffen, die übernatürliche Kampfkünste an den Tag legen und die Männer ohne große Schwierigkeiten mit Dolchen und Steinen niedermachen. Andrej verliert durch seine Verletzungen das Bewusstsein.
Als er wieder zu sich kommt, befindet er sich in einem Zigeunerlager. Der junge Rason führt in zu einem Wagen, in dem Abu Dun gepflegt wird. Dort treffen die beiden wenig später die hundertundachtjährige Anka, die Puuri Dan des Zigeunerstammes. Sie erweist sich jedoch als eine Enttäuschung für sie, da sie ihnen kaum neues über das Geschlecht der Vampyre zu berichten weiß. Die beiden kommen zunächst bei den Zigeunern unter und lernen Rasons Bruder Bason sowie seinen Stiefvater Laurus kennen. Als Andrej Rason nach den geheimnisvollen Kindern fragt, erklärt dieser ihm, er wisse von keinen Kindern.
Am nächsten Tag ziehen die Zigeuner mit ihren Gästen zum Dorf Honsen weiter. Dort soll Andrej für sie den Handel organisieren, da sie selbst kaum Vertrauen unter der Landbevölkerung genießen. Bei diesen Verhandlungen hilft ihm Laurus Frau, die verführerische Elena. Schon bald kann er sich dem rätselhaften Charme der jungen Zigeunerin nicht mehr entziehen...
Das führt dazu, dass er von ihr verführt wird und jede Nacht, die er mit ihr verbringt, an Kraft verliert. Andrej weiß genau, dass mit Elena etwas nicht stimmt, aber jedes Mal, wenn er sie sieht, wird er in ihren Bann gezogen. Nach der dritten Nacht ist Andrej nicht mehr Herr seiner Sinne, es ist kein Fünkchen Kraft mehr vorhanden, um sich zu regenerieren. Bis der Vampyr in ihm erwacht und er Anka und Laurus noch rechtzeitig töten kann. Es stellt sich heraus, dass die Puuri Dan Anka eine mächtige Zigeunerin ist, die das Böse in sich trägt, und die Mutter von Elena.
Inzwischen ist Abu Dun in einen Vampyr verwandelt worden und tötet, wie im Bann, Männer der Inquisition und einige Bewohner des Dorfes. Andrej kommt rechtzeitig, um Pater Flock, den Inquisitor und Schulz in Sicherheit zu bringen. Er tötet vor den Augen aller Elena, ihre vier „dämonischen“ Kinder und zum Schein Abu Dun. Er macht dem Inquisitor begreiflich, dass er nicht für die Hexerei verantwortlich gewesen sei und die Schuldigen getötet habe.
Andrej hieft den für tot gehaltenen Abu Dun auf ein Pferd und erklärt dem Inquisitor, dass er seinen Freund beerdigen werde und dann verschwinde. Später erwacht Abu Dun und er und Andrej beginnen eine neue Reise.

## Hintergrund
- Dieser Band erläutert, warum ein Messerstich ins Herz eine der wenigen Methoden ist, einen Unsterblichen zu töten: Der Trick besteht darin, die Waffe im Herzen stecken zu lassen, so dass der Stahl eine Schließung der Wunde verhindert. Dadurch verblutet der Unsterbliche, bevor sein Körper das Blut ersetzen kann.
- Der Untergang enthält einen deutlichen chronologischen Fehler: Andrej gibt an, Abu Dun etwa drei Jahre zu kennen. Zwischen Band 2, Der Vampyr und Band 3, Der Todesstoß, liegt jedoch eine Zeitspanne von etwa zehn Jahren, wodurch die beiden sich schon mindestens dreizehn Jahre kennen müssen.
- Die Ereignisse in diesem Band stellen einen Wendepunkt der Geschichte von Andrej und Abu Dun dar; durch das Massaker an den Vampyren, von dem nach und nach alle Blutsauger in Europa erfahren, machen die beiden sich fast ihre gesamte Art zum Feind und werden fortan sowohl von den Sterblichen als auch von den Unsterblichen gejagt. Des Weiteren wird Abu Dun in diesem Band ebenfalls zum Vampyr.

## Ausgaben
- Wolfgang Hohlbein: Der Untergang, vgs 2002, ISBN 3-8025-2934-0
- Wolfgang Hohlbein: Der Untergang, Ullstein 2002, ISBN 3-548-25554-X